# 1re cérémonie des Australian Academy of Cinema and Television Arts Awards
La 1re cérémonie des Australian Academy of Cinema and Television Arts Awards, décernés par la Australian Academy of Cinema and Television Arts, a eu lieu le 31 janvier 2012 et a récompensé les meilleurs films et programmes de télévision réalisés l'année précédente,. La cérémonie a été présidée par Geoffrey Rush et diffusée sur Nine Network.
Il s'agit de la première cérémonie de récompenses depuis la création de l'Australian Academy of Cinema and Television Arts et la fin des Australian Film Institute Awards. Les nominations ont été annoncées le 30 novembre 2011. Une cérémonie séparée des AACTA International Awards, récompensant les films non-australiens, s'est tenue à Los Angeles le 27 janvier 2012.

## Palmarès

### Cinéma

#### Meilleur film
- Red Dog
  - The Eye of the Storm
  - The Hunter
  - Mad Bastards
  - Oranges and Sunshine
  - Les Crimes de Snowtown (Snowtown)

#### Meilleur réalisateur
- Justin Kurzel pour Les Crimes de Snowtown (Snowtown)
  - Fred Schepisi pour The Eye of the Storm
  - Daniel Nettheim pour The Hunter
  - Kriv Stenders pour Red Dog

#### Meilleur acteur
- Daniel Henshall pour le rôle de John Bunting dans Les Crimes de Snowtown (Snowtown)
  - Willem Dafoe pour le rôle de Martin David dans The Hunter
  - Geoffrey Rush pour le rôle de Basil Hunter dans The Eye of the Storm
  - David Wenham pour le rôle de Len dans Oranges and Sunshine

#### Meilleure actrice
- Judy Davis pour le rôle de Dorothy de Lascabanes dans The Eye of the Storm
  - Frances O'Connor pour le rôle de Lucy Armstrong dans The Hunter
  - Charlotte Rampling pour le rôle d'Elizabeth Hunter dans The Eye of the Storm
  - Emily Watson pour le rôle de Margaret Humphreys (en) dans Oranges and Sunshine

#### Meilleur acteur dans un second rôle
- Hugo Weaving pour le rôle de Jack dans Oranges and Sunshine
  - John Gaden pour le rôle d'Arnold Wyburd dans The Eye of the Storm
  - Sam Neill pour le rôle de Jack Mindy dans The Hunter
  - Robert Rabiah pour le rôle de Hakim Slimon dans Face to Face

#### Meilleure actrice dans un second rôle
- Louise Harris pour le rôle d'Elizabeth Harvey dans Les Crimes de Snowtown (Snowtown)
  - Morgana Davies pour le rôle de Sass Armstrong dans The Hunter
  - Helen Morse pour le rôle de Lotte dans The Eye of the Storm
  - Alexandra Schepisi pour le rôle de Flora dans The Eye of the Storm

#### Meilleur scénario original
- Griff the Invisible – Leon Ford (en)
  - The Loved Ones – Sean Byrne
  - Mad Bastards – Brendan Fletcher
  - Red Hill – Patrick Hughes

#### Meilleur scénario adapté
- Les Crimes de Snowtown (Snowtown) – Shaun Grant
  - The Eye of the Storm – Judy Morris
  - The Hunter – Alice Addison
  - Red Dog – Daniel Taplitz

#### Meilleurs décors
- The Eye of the Storm – Melinda Doring
  - The Hunter – Steven Jones-Evans
  - Red Dog – Ian Gracie
  - Sleeping Beauty – Annie Beauchamp

#### Meilleurs costumes
- The Eye of the Storm – Terry Ryan
  - The Hunter – Emily Seresin
  - Oranges and Sunshine – Cappi Ireland
  - Sleeping Beauty – Shareen Beringer

#### Meilleure photographie
- The Hunter – Robert Humphreys
  - Red Dog – Geoffrey Hall
  - Sleeping Beauty – Geoffrey Simpson
  - Les Crimes de Snowtown (Snowtown) – Adam Arkapaw

#### Meilleur montage
- Les Crimes de Snowtown (Snowtown) – Veronika Jenet
  - Oranges and Sunshine – Dany Cooper
  - Red Dog – Jill Bilcock
  - Wasted on the Young – Leanne Cole

#### Meilleur son
- Les Crimes de Snowtown (Snowtown) – Frank Lipson, Andrew McGrath, Des Kenneally, Michael Carden, John Simpson et Erin McKimm
  - The Hunter – Sam Petty, David Lee, Robert Mackenzie, Les Fiddess, Tony Murtagh et Tom Heuzenroeder
  - Le Royaume de Ga'hoole (Legend of the Guardians: The Owls of Ga'Hoole) – Wayne Pashley, Derryn Pasquill, Polly McKinnon, Fabian Sanjurjo, Phil Heywood et Peter Smith
  - Mad Bastards – Phil Judd, Nick Emond et Johanna Emond

#### Meilleure musique de film
- The Hunter – Matteo Zingales, Michael Lira et Andrew Lancaster
  - Le Royaume de Ga'hoole (Legend of the Guardians: The Owls of Ga'Hoole) – David Hirschfelder
  - Red Dog – Cezary Skubiszewski
  - Les Crimes de Snowtown (Snowtown) – Jed Kurzel

#### AFI Members' Choice Award
- Red Dog
  - The Hunter
  - Mad Bastards
  - Oranges and Sunshine
  - The Eye of the Storm
  - Les Crimes de Snowtown (Snowtown)

### Télévision

#### Meilleure série dramatique
- East West 101 (SBS)
  - Offspring (Network Ten)
  - Rake (ABC1)
  - Spirited (W)

#### Meilleure série comique
- Laid (ABC1)
  - At Home With Julia (ABC1)
  - Twentysomething (ABC2)

#### Meilleure mini-série ou du meilleur téléfilm
- La Gifle (The Slap) (ABC1)
  - Cloudstreet (Showcase)
  - Paper Giants: The Birth of Cleo (ABC1)
  - Sisters of War (ABC1)

#### Meilleur acteur dans une série dramatique
- Alex Dimitriades pour le rôle de Harry dans La Gifle (The Slap)
  - Rob Carlton pour le rôle de Kerry Packer dans Paper Giants: The Birth of Cleo
  - Don Hany pour le rôle de Zane Malik dans East West 101
  - Jonathan LaPaglia pour le rôle de Hector dans La Gifle (The Slap)

#### Meilleure actrice dans une série dramatique
- Sarah Snook pour le rôle de Lorna Whyte dans Sisters of War
  - Essie Davis pour le rôle de Dolly Pickles dans Cloudstreet
  - Kerry Fox pour le rôle d'Oriel Lamb dans Cloudstreet
  - Asher Keddie pour le rôle d'Ita Buttrose dans Paper Giants: The Birth of Cleo

#### Meilleur acteur dans un second rôle ou invité dans une série dramatique
- Richard Cawthorne pour le rôle de Dennis Allen dans Killing Time
  - Aaron Fa'aoso pour le rôle de Sonny Koa dans East West 101
  - Jacek Koman pour le rôle de Potter The Man dans Spirited
  - Todd Lasance pour le rôle de Quick Lamb dans Cloudstreet

#### Meilleure actrice dans un second rôle ou invitée dans une série dramatique
- Diana Glenn pour le rôle de Sandi dans La Gifle (The Slap)
  - Rena Owen pour le rôle de Mere Hahunga dans East West 101
  - Susie Porter pour le rôle de Kay Parker dans Sisters of War
  - Lara Robinson pour le rôle de Rose Pickles (jeune) dans Cloudstreet

#### Meilleure performance comique
- Chris Lilley pour plusieurs personnages dans Angry Boys
  - Alison Bell pour le rôle de Roo McVie dans Laid
  - Jess Harris pour le rôle de Jess dans Twentysomething
  - Celia Pacquola pour le rôle d'EJ dans Laid

#### Meilleur réalisateur
- La Gifle (The Slap) – Matthew Saville (épisode 3 : Harry)
  - Paper Giants: The Birth of Cleo – Daina Rei (épisode 1)
  - La Gifle (The Slap) – Jessica Hobbs (épisode 3 : Hector)
  - Small Time Gangster – Jeffrey Walker (épisode 3 : Jingle Bells)

#### Meilleur scénario
- La Gifle (The Slap) – Brendan Cowell (épisode 3 : Harry)
  - Cloudstreet – Tim Winton et Ellen Fontana (Part 3)
  - Laid – Kirsty Fisher (épisode 3)
  - La Gifle (The Slap) – Kris Mrksa (épisode 3 : Hector)

### Récompenses spéciales

#### Raymond Longford Award
- Don McAlpine

#### Byron Kennedy Award
- Ivan Sen

#### Meilleur espoir
- Lara Robinson pour le rôle de Rose Pickles (jeune) dans Cloudstreet (Part One)
  - Olivia DeJonge pour le rôle d'Ally dans Good Pretender
  - Emma Jefferson pour le rôle de Johanna dans My Place (saison 2)
  - Lucas Yeeda pour le rôle de Bullet dans Mad Bastards

#### Meilleurs effets visuels
- Le Royaume de Ga'hoole (Legend of the Guardians: The Owls of Ga'Hoole) – Grant Freckelton
  - Cloudstreet – Scott Zero (Showcase)
  - The Hunter – Felix Crawshaw and James Rogers
  - Sanctum – David Booth, Peter Webb, Ineke Majoor and Glenn Melenhorst

### AACTA International Awards
La 1re cérémonie des AACTA International Awards, décernés par la Australian Academy of Cinema and Television Arts, a eu lieu le 27 janvier 2012 et a récompensé les meilleurs films internationaux réalisés l'année précédente.

#### Meilleur film
- The Artist
  - The Descendants
  - Hugo Cabret (Hugo)
  - Les Marches du pouvoir (The Ides of March)
  - Margin Call
  - Melancholia
  - Minuit à Paris (Midnight in Paris)
  - Le Stratège (Moneyball)
  - The Tree of Life
  - We Need to Talk about Kevin

#### Meilleur réalisateur
- Michel Hazanavicius pour The Artist
  - Nicolas Winding Refn pour Drive
  - Martin Scorsese pour Hugo Cabret (Hugo)
  - J. C. Chandor pour Margin Call
  - Lars von Trier pour Melancholia
  - Woody Allen pour Minuit à Paris (Midnight in Paris)
  - Terrence Malick pour The Tree of Life
  - Lynne Ramsay pour We Need to Talk about Kevin

#### Meilleur acteur
- Jean Dujardin pour le rôle de George Valentin dans The Artist
  - George Clooney pour le rôle de Matt King dans The Descendants
  - Leonardo DiCaprio pour le rôle de J. Edgar Hoover dans J. Edgar
  - Michael Fassbender pour le rôle de Brandon Sullivan dans Shame
  - Ryan Gosling pour le rôle de Stephen Meyers dans Les Marches du pouvoir (The Ides of March)
  - Brad Pitt pour le rôle de Billy Beane dans Le Stratège (Moneyball)

#### Meilleure actrice
- Meryl Streep pour le rôle de Margaret Thatcher dans La Dame de fer (The Iron Lady)
  - Glenn Close pour le rôle d'Albert Nobbs dans Albert Nobbs
  - Kirsten Dunst pour le rôle de Justine dans Melancholia
  - Tilda Swinton pour le rôle d'Eva Khatchadourian dans We Need to Talk about Kevin
  - Mia Wasikowska pour le rôle de Jane Eyre dans Jane Eyre
  - Michelle Williams pour le rôle de Marilyn Monroe dans My Week with Marilyn

#### Meilleur scénario
(ex-æquo)
- Les Marches du pouvoir (The Ides of March) – George Clooney, Grant Heslov et Beau Willimon
- Margin Call – J. C. Chandor
  - The Artist – Michel Hazanavicius
  - The Descendants – Alexander Payne, Nat Faxon et Jim Rash
  - Melancholia – Lars von Trier
  - Minuit à Paris (Midnight in Paris) – Woody Allen
  - Le Stratège (Moneyball) – Steven Zaillian, Aaron Sorkin et Stan Chervin
  - We Need to Talk about Kevin – Lynne Ramsay et Rory Kinnear

## Récompenses et nominations multiples

### Nominations multiples

#### Cinéma
14 : The Hunter
12 : The Eye of the Storm
10 : Les Crimes de Snowtown
8 : Red Dog
7 : Oranges and Sunshine
5 : Mad Bastards
3 : Le Royaume de Ga'hoole, Sleeping Beauty

#### Télévision
8 : La Gifle (The Slap)
6 : Cloudstreet
4 : East West 101, Laid, Paper Giants: The Birth of Cleo
3 : Sisters of War
2 : Spirited, Twentysomething

### Récompenses multiples

#### Cinéma
6 : Les Crimes de Snowtown
3 : The Eye of the Storm
2 : Red Dog

#### Télévision
5 : La Gifle (The Slap)